# Scolichthys
Scolichthys es un género de peces actinopeterigios de agua dulce, el único de la tribu Scolichthyini, con especies distribuidas de forma endémica por ríos de Guatemala, en América Central.

## Especies
Existen solo dos especies reconocidas en este género:
- Scolichthys greenwayi Rosen, 1967
- Scolichthys iota Rosen, 1967